# Committee for the Study of the Legal Status of Women
Committee for the Study of the Legal Status of Women var en kommitté hos Nationernas förbund (NF), bildad 1937. Dess syfte var att undersöka och verka för kvinnors ställning och rättigheter globalt.